# 谷岡武雄
谷岡 武雄（たにおか たけお、1916年3月14日 - 2014年6月14日）は、日本の地理学者。立命館大学名誉教授。学校法人立命館名誉役員。学校法人立命館元総長・立命館大学学長。京都府綴喜郡多賀村（現・井手町）生まれ。

## 来歴
京都府師範学校（現・京都教育大学）本科を卒業し、専攻科修了後は小学校の訓導として勤務。その傍ら立命館大学予科に通う。1944年（昭和19年）立命館大学法文学部地理学科卒業。
その後、立命館大学で助教授、教授を歴任し、文学部学部長に就任。1962年（昭和37年）、「近畿における平野の発達に関する地理学的研究」で東京大学より理学博士の学位を取得。立命館退官後は、中部大学に移籍していたが、1984年（昭和59年）の立命館総長選挙に推薦され当選。1985年から1990年に立命館学園「生え抜き総長」として再び立命館に復帰した。
総長として、キャンパスの美化、国際化の推進などを課題に挙げ、1988年（昭和63年）には国際関係学部の創設を実現。学会の人脈を利用して加藤周一や竹内実ら著名人を教授に招くなど奔走。結局、国際関係学部の初年度の志願者倍率は41.2倍という記録的な数字になった。
谷岡総長が実現させた国際関係学部は、その後の立命館大学「国際化」の象徴となり、日本の私立大学としては初の「APSIA（国際関係大学院協会）」正規会員となるなど、立命館大学の看板学部に成長した。
地理学者としての評価は高く、世界の大学などから表彰されるなど国際的な活躍もみせる。1974年（昭和49年）11月から1976年（昭和51年）10月まで人文地理学会会長を務めた。また、多くの著作を手掛けるほか、シンポジウムへの参加や講演などを精力的にこなした。
2014年6月14日午前11時35分、老衰のため京都府宇治市の自宅で死去。98歳没。

## 受賞・栄典
- 1975年 - ベルギー・リエージュ大学賞
- 1991年 - 勲二等旭日重光章[5]
- 2004年 - フランス共和国教育功労章コマンドゥール

## 著書
- 『人文地理学序説 人間理解の一つの試み』（雄渾社） 1955
- 『平野の地理 平野の発達と開発に関する比較歴史地理学方法論』（古今書院） 1963
- 『平野の開発 近畿を中心として』（古今書院） 1964
- 『フランスの農村 その地理学的研究』（古今書院） 1966
- 『人間をとらえる あなたはどこまで人間を知っていますか』（雄渾社） 1970
- 『ホモ・ハビタートル 巨大都市の終り』（三省堂新書） 1972
- 『地理学への道』（地人書房） 1973
- 『聖徳太子の榜示石』（学生社） 1976
- 『歴史地理学』（古今書院） 1979
- 『巨大都市の終焉』（三省堂選書） 1981
- 『地中海の都市を歩く』（大阪書籍、朝日カルチャーVブックス） 1983
- 『フランスの都市を歩く』（大阪書籍、朝日カルチャーVブックス） 1983
- 『ラ=フランス』（古今書院） 1989
- 『フランス土地の心 南仏編』（古今書院） 1995
- 『フランス土地の心 北仏編』（古今書院） 1997
- 『ヨーロッパ都市の歴史街道』（古今書院） 2000
- 『野道の歴史を歩く1 京都・山城』（古今書院） 2002
- 『野道の歴史を歩く2 奈良・大和』（古今書院） 2003
- 『野道の歴史を歩く3 滋賀・近江』（古今書院） 2005
- 『世界・日本文化風土論』（古今書院） 2006
- 『関西 ル=クワンサイ その生活と環境』（古今書院） 2010

## 共編著
- 『完成日本地理』（西村睦男共著、文祥堂） 1954
- 『京都 その地理探訪』（編、古今書院） 1961
- 『応用地理学とその課題』（清水馨八郎, 西村嘉助共編、大明堂） 1966
- 『ニッポン再見 地理学者の見たニッポン像』（籠瀬良明共著、古今書院） 1970
- 『地図にみる世界の百万都市』（藤岡謙二郎共編、朝倉書店） 1976
- 『伊勢湾岸地域の古代条里制』（弥永貞三共編、東京堂出版） 1979
- 『歴史地理学プロシーディングス』（浮田典良共編、古今書院） 1982
- 『東欧新事情』（ルードヴィーク=ストラシェヴィチ共著、三省堂） 1982
- 『人間活動と環境』（編、古今書院） 1986
- 『コンサイス外国地名事典』第3版 （三省堂編修所編、監修、三省堂） 1998
- 『コンサイス日本地名事典』第4版 （三省堂編修所編、山口恵一郎共監修、三省堂） 1998

## 翻訳
- 『都市地理学』（J・ボージュ・ガルニエ, G・シャボー、木内信蔵共訳、鹿島研究所出版会） 1971
- 『地形学』全3巻（ヘルベルト・ウィルヘルミー、北野善憲共訳、地人書房） 1978 - 1980